# Список символів Міжнародного фонетичного алфавіту
Цей список символів Міжнародного фонетичного алфавіту (МФА) містить фонетичні символи відповідно до їх подібності до графем латинської абетки.
До всіх символів МФА надано опис та приклади. Наведені приклади наведено взяті з різних мов, зокрема з німецької, англійської, італійської, іспанської, української та інших мов.
Надана як приклад вимова не містить інформації, чи вона є стандартною, міжрегіональною або взагалі єдиною можливою. Також наведені переклади для слів іншими мовами є одним з варіантів не зважаючи на можливу багатозначність або омонімію.
| Швидка навігація: A B C D E F G H I J K L M N O P Q R S T U V W X Y Z Інші Діакритичні та надроздільні знаки |
| --- |

## Приголоснітаголосні
Літери грецької абетки та похідні від них символи представлені такими латинськими символами, якими вони зазвичай показуються.
Повернуті знаки внесені двічі, якщо їх звучання сильно відрізняється від звуку, що передається нормально написаною літерою. Власне опис стоїть біля знаків, які передають звучання саме цієї літери. Додаткові перехресні посилання наведені для літер, від яких або подібно до яких грецьких аналогів їх було створено.
Знайти швидко символ у списку можна двома способами: або скопіювати символ зі статті і скористатись вбудованим пошуком браузера або використати алфавітну панель на сторінці.

### A
| Швидка навігація: A B C D E F G H I J K L M N O P Q R S T U V W X Y Z Інші Діакритичні та надроздільні знаки |
| --- |

| Символи МФА | Звук                                                                | Опис звуку | Приклади | Аудіоприклад |
| ----------- | ------------------------------------------------------------------- | --- | --- | ------------ |
| a           | Неогублений голосний переднього ряду низького підняття              | відкрите a, коротке a | нім. Kamm [kʰam] фр. avoir мати (дієслово) [aˈvwa:ʁ] я [ja]                                                                                        | ▶ⓘ           |
| ɐ           | Ненапружений голосний середнього ряду низького підняття             | приглушений ненаголошений a, типовий для ненаголошених -er у кінці слова у німецькій мові                                                                                                | нім. besser (краще) [ˈbɛsɐ] порт. para (для) [ˈpɐɾɐ] болг. дума (слово) [ˈdumɐ]                                                                    | ▶ⓘ           |
| ɑ           | Неогублений голосний заднього ряду низького підняття                | низьке a, один з основних звуків української мови мама ['mɑmɐ] | англ. calm (спокійно) [kʰɑːm] фр. âme (душа) [ɑm] нід. bad (ванна) [bɑt] перс. دار (шибениця) [dɑɾ]                                                | ▶ⓘ           |
| ɒ           | Огублений голосний заднього ряду низького підняття                  | огублений варіант [ɑ] | англ. flop (провал) [flɒp] (брит. англ.) угор. kalap (капелюх) [ˈkɒlɒp]                                                                            | ▶ⓘ           |
| æ           | Ненапружений неогублений голосний переднього ряду низького підняття | відкритий ненаголошений a, між [а] та [ɛ] | швейц. діалект Estrich (горище) [ˈæʃtrɪx] (деякі, не всі діалекти) англ. cat (кіт) [kʰæt] фін. pää (голова, кінець) [ˈpæː] перс. ابر (хмара) [æbɾ] | ▶ⓘ           |
| ɑ̃           | Неогублений голосний заднього ряду низького підняття                | Носовий a, як і з усіма носовими голосними потік повітря з гортані в рот при наближенні м'якого піднебіння до язика зменшується. Між /ɑ/ та /ɔ/, як у французьких словах Orange, Chanson | фр. chant (спів) [ʃɑ̃] | ▶ⓘ           |
| ʌ           | Неогублений голосний заднього ряду низько-середнього підняття       | глотковий, при закритому але неогубленому a | англ. butter (масло) [bʌtʰə] (британська англійська) рос. молодой (молодий) [məɫʌˈdoj]                                                             | ▶ⓘ           |

### B
| Швидка навігація: A B C D E F G H I J K L M N O P Q R S T U V W X Y Z Інші Діакритичні та надроздільні знаки |
| --- |

| Символи МФА | Звук                              | Опис звуку | Приклади | Аудіоприклад |
| ----------- | --------------------------------- | --- | --- | ------------ |
| b           | Дзвінкий губно-губний проривний   | українська б | нім. Ball (м'яч) [bal] англ. bulb (лампочка) [bʌlb] фр. abri (захист) [aˈbʁi]                                                       | ▶ⓘ           |
| b͡v          | Дзвінкий губно-зубний африкат     | | | ▶ⓘ           |
| ɓ           | Дзвінкий губно-губний імплозивний | імплозивний b, з потоком повітря в середину, необхідне зниження тиску виконується за рахунок артикуляції із закриттям гортанні (дивись допомогу в артикуляції тут) | хауса ɓara (очищати від скоринки) [ɓaːɽàː] синдхі ٻارُ (дитина) [ɓarʊ] шона bapu (легеня) [ˈɓapu] порівняй з bhasi (автобус) [ˈbasi] | ▶ⓘ           |
| ʙ           | Губно-губний дрижачий             | Ідентичне до позначення замерзання Бррр | Келе mbulium (обличчя) [mʙulim] Ком bɨmɨ (вірити) [ʙ̥ɨmɨ]                                                                            | ▶ⓘ           |
| β           | Дзвінкий губно-губний фрикативний | подібний до німецької w, українська в у вона [β̞oˈnɑ] | ісп. labio (губа) [ˈlaβjo] Туканг-бесі awa (отримати) [ˈaβa]                                                                        | ▶ⓘ           |

### C
| Швидка навігація: A B C D E F G H I J K L M N O P Q R S T U V W X Y Z Інші Діакритичні та надроздільні знаки |
| --- |

| Символи МФА | Звук                                        | Опис звуку                                                     | Приклади | Аудіоприклад         |
| ----------- | ------------------------------------------- | -------------------------------------------------------------- | --- | -------------------- |
| c           | Глухий твердопіднебінний проривний          | чеське ť та t перед ě/i угорське ty, латиське ķ, ісландське kj | чеськ. tělo (Тіло) [ˈcɛlo] угор. kutya (Собака) [ˈkucɒ] латис. ķemme (Гребінь) [ˈceme] ісл. Reykjavík [ˈreiːcaviːk] | ▶ⓘ                   |
| ç           | Глухий твердопіднебінний фрикативний        | німецьке ch, що не йде після a, o, u або у складі -chen        | нім. ich (я) [ʔɪç] грец. όχι (ні) [ˈɔi̯çi] ірл. chiall (сенс) [çialˠ]                                                | ▶ⓘ                   |
| ɕ           | Глухий ясенно-твердопіднебінний фрикативний | українське ш, російські сч або щ (інколи)                      | швед. kjol (спідниця) [ɕuːl] пол. siedem (сім) [ˈɕɛdɛm] рос. счастье (щастя) [ˈɕːæsʲtʲjə] кит.: xué (вчитись) [ɕyɛ] | ▶ⓘ                   |
| ɔ           | → дивись у розділі О                        | → дивись у розділі О                                           | → дивись у розділі О                                                                                                | → дивись у розділі О |
| ɔ̃           | → дивись у розділі О                        | → дивись у розділі О                                           | → дивись у розділі О                                                                                                | → дивись у розділі О |

### D
| Швидка навігація: A B C D E F G H I J K L M N O P Q R S T U V W X Y Z Інші Діакритичні та надроздільні знаки |
| --- |

| Символи МФА | Звук                                      | Опис звуку | Приклади                                                                                          | Аудіоприклад |
| ----------- | ----------------------------------------- | --- | ------------------------------------------------------------------------------------------------- | ------------ |
| d           | Дзвінкий ясенний проривний                | Англійське d, схоже на українське д (українське д записується як d̪)                                                                                                | нім. dann (тоді) [dan] англ. wand (магічна паличка) [wɒnd] (брит. англ.) фр. dans (в) [dɑ̃]        | ▶ⓘ           |
| ɗ           | Дзвінкий ясенний імплозивний              | імплозивний d, з потоком повітря в середину, необхідне зниження тиску виконується за рахунок артикуляції із закриттям гортанні (дивись допомогу в артикуляції тут) | синдхі ڏر (ущелина) [ɗarʊ] хауса ɗana (вимірювати) [ɗaːnàː] шона dende (глечик) [ˈɗenɗe]          | ▶ⓘ           |
| ɖ           | Дзвінкий ретрофлексний проривний          | d із заломленим назад язиком | швед. bord (стіл) [buːɖ] гінді डाल (гілка) [ɖɑl]                                                   | ▶ⓘ           |
| ð           | Дзвінкий зубний фрикативний               | дзвінкий звук th (як в англійському слові the) | англ. there (там) [ðɛə̯] (брит. англ.) грец. δέντρο (дерево) [ˈðɛndrɔ] башк. ҡыҙ (дівчинка) [qɯ̞ˈð] | ▶ⓘ           |
| d͡z          | Дзвінкий ясенний африкат                  | як дз у слові дзвін [d̻͡z̪ʋin̪] | італ. zero (нуль) [d͡zɛːro] алб. xixëllonja (світлячок) [d͡zid͡zəɫɔɲa]                               | ▶ⓘ           |
| d͡ʒ          | Дзвінкий заясенний африкат                | як дж у слові джерело [d͡ʒɛrɛˈlɔ]. Середній за твердістю у ряду шиплячих африкатів [d͡ʑ]—[d͡ʒ]—[ɖ͡ʐ]                                                                   | нім. Dschungel (джунглі) [ˈd͡ʒʊŋəl] англ. judge (суддя) [d͡ʒʌd͡ʒ]                                    | ▶ⓘ           |
| d̠͡ʑ          | Дзвінкий ясенно-твердопіднебінний африкат | М'який шиплячий приголосний. Найм'якший у ряду шиплячих африкатів [d͡ʑ]—[d͡ʒ]—[ɖ͡ʐ]                                                                                   | пол. dźwięk (звук) [d͡ʑvʲɛŋk]                                                                      | ▶ⓘ           |
| ɖ͡ʐ          | Дзвінкий ретрофлексний африкат            | Твердий шиплячий приголосний. Найтвердіший у ряду шиплячих африкатів [d͡ʑ]—[d͡ʒ]—[ɖ͡ʐ]                                                                                | пол. dżem (варення) [d͡ʐɛm] біл. лічба (цифра) [lʲiɖ͡ʐbä]                                           | ▶ⓘ           |

### E
| Швидка навігація: A B C D E F G H I J K L M N O P Q R S T U V W X Y Z Інші Діакритичні та надроздільні знаки |
| --- |

| Символи МФА | Звук                                                                    | Опис звуку                                         | Приклади | Аудіоприклад |
| ----------- | ----------------------------------------------------------------------- | -------------------------------------------------- | --- | ------------ |
| e           | Неогублений голосний переднього ряду високо-середнього підняття         | «закрите» німецьке e, зазвичай довге та наголошене | нім. Beet (грядка) [beːt(ʰ)] нім. telefonieren (телефонувати) [ˌtʰeləfoˈniːʁən] фр. été (літо) [eˈte] італ. pane (хліб) [ˈpaːne]                    | ▶ⓘ           |
| ẽ           | Неогублений носовий голосний переднього ряду високо-середнього підняття | високий назальний голосний                         | |              |
| ə           | Голосний середнього ряду середнього підняття                            | ненаголошене німецьке e; Шва                       | нім. Falle (пастка) [ˈfalə] англ. about (про) [əˈbaʊ̯t] фр. je (я) [ʒə]                                                                              | ▶ⓘ           |
| ɘ           | Неогублений голосний середнього ряду високо-середнього підняття         | схожий на німецьке [ə] (Шва)                       | люксемб. Mëschung (суміш) [ˈmɘʃʊŋ] рос. солнце (сонце) [ˈsont͡sɘ] (моск. говір)                                                                      | ▶ⓘ           |
| ɛ           | Неогублений голосний переднього ряду низько-середнього підняття         | українське е у цей [tsɛj], німецьке «відкрите» e   | нім. kess (зухвалий) [kʰɛs] фр. père (батько) [pɛʁ] італ. era (ера) [ˈɛːra] англ. gender (стать) [ˈd͡ʒɛndɚ] (амер. англ.) пол. jeden (один) [ˈjɛdɛn] | ▶ⓘ           |
| ɛ̃           | Неогублений носовий голосний переднього ряду низько-середнього підняття | високий назальний голосний                         | фр. main (рука) [mɛ̃] фр. plein (повний) [plɛ̃] пол. pęseta (пінцет) [pɛ̃sɛta]                                                                         |              |
| ɜ           | Неогублений голосний середнього ряду низько-середнього підняття         | між німецькими ä у hätte та ö у möchte             | англ. bird (птах) [bɜːd] (брит. англ.) рум. măr (яблуко) [mɜ̠r] в'єт. vâng (слухатись) [vɜŋ]                                                         | ▶ⓘ           |

### F
| Швидка навігація: A B C D E F G H I J K L M N O P Q R S T U V W X Y Z Інші Діакритичні та надроздільні знаки |
| --- |

| Символи МФА | Звук                                 | Опис звуку                                       | Приклади                                                                                                  | Аудіоприклад |
| ----------- | ------------------------------------ | ------------------------------------------------ | --- | ------------ |
| f           | Глухий губно-зубний фрикативний      | німецьке f, українське ф як у Фастів [ˈfɑsʲtʲiw] | нім. Haft (затримання поліцією) [haft(ʰ)] англ. cough (кашель) [kʰɒf] (брит. англ.) фр. feu (вогонь) [fø] | ▶ⓘ           |
| f̬           | Набівглухий губно-зубний фрикативний | набівглухий звук між [f] та [v]                  | |              |
| ɸ           | Глухий губно-губний фрикативний      | губний f у німецькій мові (губи як при вимові p) | яп. ふた (обкладинка) [ɸɯta] хауса fara (починати) [ɸaːɽàː]                                               | ▶ⓘ           |

### G
| Швидка навігація: A B C D E F G H I J K L M N O P Q R S T U V W X Y Z Інші Діакритичні та надроздільні знаки |
| --- |

| Символи МФА | Звук                                  | Опис звуку | Приклади | Аудіоприклад         |
| ----------- | ------------------------------------- | --- | --- | -------------------- |
| ɡ           | Дзвінкий м'якопіднебінний проривний   | українська ґ, німецька g | нім. Gott (бог) [ɡɔt(ʰ)] англ. dog (собака) [dɒɡ] (брит. англ.) фр. guerre (війна) [ɡɛʁ] нід. goal (ворота) [ˈgoːɫ] | ▶ⓘ                   |
| ɠ           | Дзвінкий м'якопіднебінний імплозивний | імплозивне g з потоком повітря в середину, необхідне зниження тиску виконується за рахунок артикуляції із закриттям гортанні (дивись допомогу в артикуляції тут) | синдхі ڳَئُون або синдхі g̈aun (корова)                                                                                | ▶ⓘ                   |
| ɢ           | Дзвінкий язичковий проривний          | g, що вимовляється далі у горлі | перс. غار (печера) [ɢar]                                                                                            | ▶ⓘ                   |
| ʛ           | Дзвінкий язичковий імплозивний        | g, що вимовляється далі у горлі з потоком повітря в середину | Мам q'a (вогонь) [ʛa]                                                                                               | ▶ⓘ                   |
| ɣ           | Дзвінкий м'якопіднебінний фрикативний | основна форма г у білоруській мові | біл. гульня (гра) [ɣulʲnʲ'a] араб. غرب (захід) [ɣarb] ісп. paga (оплата) [ˈpaɣa] грец. γάλα (молоко) [ˈɣala]        | ▶ⓘ                   |
| ɤ           | → дивись у розділі O                  | → дивись у розділі O | → дивись у розділі O                                                                                                | → дивись у розділі O |

### H
| Швидка навігація: A B C D E F G H I J K L M N O P Q R S T U V W X Y Z Інші Діакритичні та надроздільні знаки |
| --- |

| Символи МФА | Звук                                                 | Опис звуку                                                                                                   | Приклади                                                                        | Аудіоприклад         |
| ----------- | ---------------------------------------------------- | --- | ------------------------------------------------------------------------------- | -------------------- |
| h           | Глухий гортанний фрикативний                         | німецьке h; близький до українського г, але глухий                                                           | нім. Halle (зал) [ˈhalə] англ. have (мати дієсл.) [hæv] ісл. löpp (нога) [lœhp] | ▶ⓘ                   |
| ħ           | Глухий гортанний фрикативний                         | українське г у слові нігті [ˈnʲiħtʲi]                                                                        | араб. حج (паломництво) [ħadːʒ] івр. חֹר (отвір) [ħor]                            | ▶ⓘ                   |
| ɦ           | Дзвінкий гортанний фрикативний                       | українське г у слові гуска [ˈɦuskɑ]                                                                          | нід. hoed (капелюх) [ɦut] ігбо áhà (ім'я) [áɦà]                                 | ▶ⓘ                   |
| ɧ           | Глухий твердопіднебінно-м'якопіднебінний фрикативний | звук при одночасному вимовлянні [ʃ] та [x], існує тільки у шведській мові та позначається на письмі через sj | швед. sjal (шарф) [ɧɑːl]                                                        | ▶ⓘ                   |
| ʜ           | Глухий надгортанний фрикативний                      | схоже на українське х або німецьке ch [χ] у слові Dach [daχ] (дах)                                           | чеч. хьо (ти) [ʜʷɔ] ав. махІ (запах) [maʜ]                                      | ▶ⓘ                   |
| ɥ           | → дивись у розділі Y                                 | → дивись у розділі Y                                                                                         | → дивись у розділі Y                                                            | → дивись у розділі Y |

### I
| Швидка навігація: A B C D E F G H I J K L M N O P Q R S T U V W X Y Z Інші Діакритичні та надроздільні знаки |
| --- |

| Символи МФА | Звук                                                                                  | Опис звуку | Приклади                                                                                 | Аудіоприклад |
| ----------- | ------------------------------------------------------------------------------------- | --- | ---------------------------------------------------------------------------------------- | ------------ |
| i           | Неогублений голосний переднього ряду високого підняття                                | українське i в кіт[kit] | нім. Miete (оренда) [ˈmiːtʰə] англ. evening (вечір) [ˈiːvnɪŋ] фр. cri (крик) [kʁi]       | ▶ⓘ           |
| ĩ           | Неогублений носовий голосний переднього ряду високого підняття                        | носове i | порт. sim (так) [sĩ]                                                                     |              |
| ɨ           | Неогублений голосний середнього ряду високого підняття                                | російське ы, зустрічається на території України у лемківському говорі гырміт [ɦɨrmit]                                           | рос. вы (ви) [vɨ] пол. syn (син) [sɨn] рум. cânta (співати) [ˈkɨnta]                     | ▶ⓘ           |
| ɪ           | Неогублений ненапружений голосний передньо-середнього ряду середньо-високого підняття | українське и в кит [kɪt] | нім. Mitte (середина) [ˈmɪtə] англ. ink (чорнила) [ɪŋk] чеськ. mile (зручно) [ˈmɪlɛ]     | ▶ⓘ           |
| ɯ           | Неогублений голосний заднього ряду високого підняття                                  | схожий за звучанням на [ɨ]; ненаголошена протилежність [i], протилежний за підняттям язика до [a], неогублена протилежність [u] | тур. kalın (товстий) [kaˈlɯn] порт. peixe (риба) [ˈpɐiʃɯ] кор. 음식/飮食 (їжа) [ˈɯːmɕik] | ▶ⓘ           |

### J
| Швидка навігація: A B C D E F G H I J K L M N O P Q R S T U V W X Y Z Інші Діакритичні та надроздільні знаки |
| --- |

| Символи МФА | Звук                                   | Опис звуку | Приклади                                                                                             | Аудіоприклад |
| ----------- | -------------------------------------- | --- | --- | ------------ |
| j           | Твердопіднебінний апроксимант          | як у слові їжак [jiˈʒɑk] | нім. jäh (різко) [jɛː] англ. onion (цибуля) [ˈʌnjən] фр. taille (розмір) [tɑj]                       | ▶ⓘ           |
| ʝ           | Дзвінкий твердопіднебінний фрикативний | як у німецькому Jacke (куртка) [ˈʝäkə], дзвінкий варіант [ç]                                                                       | швед. jord (земля) [ʝuːɖ] ісп. yo (я) [ˈʝo]                                                          | ▶ⓘ           |
| ɟ           | Дзвінкий твердопіднебінний проривний   | схожий на чеське або словацьке ď, сербохорватське đ/ђ латиське Ģ                                                                   | угор. agy (мозок) [ɒɟ] сербохорв. đak або сербохорв. ђак (учень) [ɟak] ірл. giall (заручник) [ɟialˠ] | ▶ⓘ           |
| ʄ           | Дзвінкий твердопіднебінний імплозивний | схоже на німецьке tj в Matjes (маринований оселедць), але потік повітря направлений в середину, а не назовні (вдих замість видоху) | синдхі ڄِڀَ (язик) [ʄɪbʱə]                                                                             | ▶ⓘ           |

### K
| Швидка навігація: A B C D E F G H I J K L M N O P Q R S T U V W X Y Z Інші Діакритичні та надроздільні знаки |
| --- |

| Символи МФА | Звук                              | Опис звуку            | Приклади                                                                    | Аудіоприклад |
| ----------- | --------------------------------- | --------------------- | --------------------------------------------------------------------------- | ------------ |
| k           | Глухий м'якопіднебінний проривний | просте к, без придиху | нім. kalt (холод) [kʰalt] англ. skull (череп) [skʌɫ] фр. coq (півень) [kɔk] | ▶ⓘ           |

### L
| Швидка навігація: A B C D E F G H I J K L M N O P Q R S T U V W X Y Z Інші Діакритичні та надроздільні знаки |
| --- |

| Символи МФА | Звук                                      | Опис звуку                                             | Приклади                                                                                      | Аудіоприклад |
| ----------- | ----------------------------------------- | ------------------------------------------------------ | --------------------------------------------------------------------------------------------- | ------------ |
| l           | Ясенний боковий апроксимант               | німецьке l, л у слові обличчя [oˈblɪt͡ʃːɐ]              | нім. Latte (планка) [ˈlatʰə] фр. salle (зал) [sal]                                            | ▶ⓘ           |
| ɫ           | Веляризований ясенний боковий апроксимант | глухе l, українське л перед а, е, о, у та у кінці слів | англ. well (добре) [wɛɫ] рос. лук (цибуля) [ɫuk] порт. fácil (einfach) [ˈfasiɫ]               | ▶ⓘ           |
| ɬ           | Глухий ясенний боковий фрикативний        | глухе l з чутним тертям на сторонах язика              | валл. llan (церква) [ɬan]                                                                     | ▶ⓘ           |
| ɭ           | Ретрофлексний боковий апроксимант         | l із заломленим назад язиком                           | швед. pärla (перли) [ˈpæːɭa] там. நாள் (день) [n̪aːɭ]                                            | ▶ⓘ           |
| ʟ           | М'якопіднебінний боковий апроксимант      | l, що вимовляється далі у піднебінні                   | Вагі aglagle (запаморочливо) [aʟaʟe]                                                          | ▶ⓘ           |
| ɮ           | Дзвінкий ясенний боковий фрикативний      | дзвінке l з чутним тертям на сторонах язик             | зулу dlala (гра) [ˈɮálà]                                                                      | ▶ⓘ           |
| ʎ           | Твердопіднебінний боковий апроксимант     | l, що утворюється одночасною вимовою l та j            | італ. foglio (аркуш) [ˈfɔʎːo] ісп. llave (ключ) [ˈʎaβe] словен. Ljubljana (Любляна) [ʎubʎana] | ▶ⓘ           |

### M
| Швидка навігація: A B C D E F G H I J K L M N O P Q R S T U V W X Y Z Інші Діакритичні та надроздільні знаки |
| --- |

| Символи МФА | Звук                             | Опис звуку | Приклади | Аудіоприклад         |
| ----------- | -------------------------------- | --- | --- | -------------------- |
| m           | Губно-губний носовий приголосний | українське м | нім. Matte (гімнастична мата) [ˈmatʰə] англ. milk (молоко) [mɪɫk] фр. femme (жінка) [fam]                          | ▶ⓘ                   |
| ɱ           | Губно-зубний носовий приголосний | німецьке f у fünf (п'ять) або німецьке w в Anwalt (адвокат), асимільоване n чи m. В українській мові на письмі передається буквою м. Зазвичай звук [ɱ] є алофоном /m/ перед звуками [f] або [v]. | нім. Anfang (початок) [ˈaɱfaŋ] англ. comfort (втішати) [ˈkʰʌɱfɚt] (амер. англ.) грец. συμβουλή (порада) [siɱvuˈli] | ▶ⓘ                   |
| ɯ           | → дивись у розділі I             | → дивись у розділі I | → дивись у розділі I                                                                                               | → дивись у розділі I |
| ɰ           | → дивись у розділі W             | → дивись у розділі W | → дивись у розділі W                                                                                               | → дивись у розділі W |

### N
| Швидка навігація: A B C D E F G H I J K L M N O P Q R S T U V W X Y Z Інші Діакритичні та надроздільні знаки |
| --- |

| Символи МФА | Звук                                  | Опис звуку                                                                                       | Приклади | Аудіоприклад |
| ----------- | ------------------------------------- | ------------------------------------------------------------------------------------------------ | --- | ------------ |
| n           | Ясенний носовий приголосний           | українська н                                                                                     | нім. nass (мокрий) [nas] англ. tin (олово) [tʰɪn] фр. noir (чорний) [nwaːʁ] | ▶ⓘ           |
| ɲ           | Твердопіднебінний носовий приголосний | між n та j (вимовляється одночасно), як у тінь [t̪in̠ʲ] фр. gn, італ. gn, ісп. ñ, порт. nh, пол. ń | фр. digne (гідний) [diɲ] італ. gnocchi (ньокі) [ˈɲɔkːi] ісп. niño (дитина) [ˈniɲo] пол. Poznań (Познань) [ˈpoznaɲ] порт. caminho (дорога) [kɐˈmiɲu] угор. anya (мати ім.) [ˈɒɲɒ] | ▶ⓘ           |
| ŋ           | М'якопіднебінний носовий приголосний  | англійське або німецьке ng                                                                       | нім. Hang (схил) [haŋ] англ. sing (співати) [sɪŋ] італ. angolo (кут) [ˈaŋgolo] нід. vangen (зловити) [ˈv̊ɑŋə(n)] тай. งาน (працювати) [ŋāːn]                                      | ▶ⓘ           |
| ɳ           | Ретрофлексний носовий приголосний     | n із заломленим назад язиком                                                                     | швед. barn (Kind) [bɑːɳ] малаял. അണ (щелепа) [aɳə] гінді गणेश (Ґанеша) [ɡəɳeʃ] | ▶ⓘ           |
| ɴ           | Язичковий носовий приголосний         | ng,що вимовляється далі у горлі                                                                  | інук. namunganmun (куди?) [namuŋaɴmuɴ] яп. 日本/nihon (Японія) [n̠ʲihõ̞ɴ] | ▶ⓘ           |

### O
| Швидка навігація: A B C D E F G H I J K L M N O P Q R S T U V W X Y Z Інші Діакритичні та надроздільні знаки |
| --- |

| Символи МФА | Звук                                                                  | Опис звуку                                                                                             | Приклади | Аудіоприклад            |
| ----------- | --------------------------------------------------------------------- | --- | --- | ----------------------- |
| o           | Огублений голосний заднього ряду високо-середнього підняття           | українська о у слові мотузка [moˈtuzkɑ]                                                                | нім. Boot (човен) [boːt(ʰ)] фр. mot (слово) [mo] ісп. obra (робота) [ˈoβɾa] італ. giorno (день) [ˈd͡ʒorno]                   | ▶ⓘ                      |
| õ           | Огублений носовий голосний заднього ряду високо-середнього підняття   | носове «закрите» o                                                                                     | фр. bon (добре) [bõ] |                         |
| ɵ           | Огублений голосний середнього ряду високо-середнього підняття         | між ö [ø] і o [o]                                                                                      | ісл. vinur (друг) [ˈveːnөr] швед. full (повний) [fɵl]                                                                       | ▶ⓘ                      |
| ø           | Огублений голосний переднього ряду високо-середнього підняття         | німецьке «закрите» ö                                                                                   | нім. Bö (шквал) [bøː] фр. feu (вогонь) [fø] нід. keuken (кухня) [ˈkøːkə(n)] швед. öl (пиво) [øːl]                           | ▶ⓘ                      |
| ø̃           | Огублений носовий голосний переднього ряду високо-середнього підняття | носовий ø                                                                                              | |                         |
| ɞ           | Огублений голосний середнього ряду низько-середнього підняття         | між відкритим ö [œ] і відкритим o [ɔ]                                                                  | ірл. tomhail (споживай!) [tɞːʎ] ісл. þö (проте) [θ̠ɞ]                                                                        | ▶ⓘ                      |
| œ           | Огублений голосний переднього ряду низько-середнього підняття         | німецьке «відкрите» ö                                                                                  | нім. Hölle (пекло) [ˈhœlə] фр. œuf (яйце) [œf] фін. mökki (хатина) [ˈmœkːi]                                                 | ▶ⓘ                      |
| œ̃           | Огублений носовий голосний переднього ряду низько-середнього підняття | носовий œ                                                                                              | бельг. фр. brun (коричневий) [bʀœ̃]                                                                                          |                         |
| ɶ           | Огублений голосний переднього ряду низького підняття                  | між німецькими ä [ɛ] та «відкритим» ö [œ] Примітка: не всі браузери можуть показати правильний символ. | бав. діал. Seil (мотузка) [sɶː] мекл.-пом. sæven [sɶːvn]                                                                    | ▶ⓘ                      |
| ɔ           | Огублений голосний заднього ряду низько-середнього підняття           | українська о у вовк [β̞ɔu̯k]; німецьке «відкрите» o                                                      | нім. toll (неймовірно) [tʰɔl] англ. saw (пила) [sɔː] італ. notte (ніч) [ˈnɔtːe] нід. uitlokken (провокувати) [ˈœy̯tˌlɔkə(n)] | ▶ⓘ                      |
| ɔ̃           | Огублений носовий голосний заднього ряду низько-середнього підняття   | у німецькій мові — у запозичених з французької словах «Bonmot», «Chanson»                              | фр. montagne (гора) [mɔ̃ˈtaɲ] фр. long (довгий [lɔ̃] пол. Śląsk (Сілезія) [ɕlɔ̃sk]                                             |                         |
| ɤ           | Неогублений голосний заднього ряду високо-середнього підняття         | неогублене «закрите» o                                                                                 | ест. sõna (слово) [ˈsɤna] кит.: 喝 / hē (пити) [χɤ] в'єт. tơ (шовк) [tɤ] тай. เงิน (срібло) [ŋɤn]                            | ▶ⓘ                      |
| ʊ           | → дивись у розділі U                                                  | → дивись у розділі U                                                                                   | → дивись у розділі U | → дивись у розділі U    |
| ʘ           | → дивись у розділі Інше                                               | → дивись у розділі Інше                                                                                | → дивись у розділі Інше | → дивись у розділі Інше |

### P
| Швидка навігація: A B C D E F G H I J K L M N O P Q R S T U V W X Y Z Інші Діакритичні та надроздільні знаки |
| --- |

| Символи МФА | Звук                          | Опис звуку               | Приклади                                                                                        | Аудіоприклад         |
| ----------- | ----------------------------- | ------------------------ | ----------------------------------------------------------------------------------------------- | -------------------- |
| p           | Глухий губно-губний проривний | українське п без придиху | нім. Pass (паспорт) [pʰas] англ. spear (спис) [spɪə̯] (брит. англ.) фр. nappe (скатертина) [nap] | ▶ⓘ                   |
| p͡f          | Глухий губно-зубний африкат   | німецьке pf              | нім. Pflicht (обов'язок) [p͡flɪçt(ʰ)]                                                            | ▶ⓘ                   |
| ɸ           | → дивись у розділі F          | → дивись у розділі F     | → дивись у розділі F                                                                            | → дивись у розділі F |

### Q
| Швидка навігація: A B C D E F G H I J K L M N O P Q R S T U V W X Y Z Інші Діакритичні та надроздільні знаки |
| --- |

| Символи МФА | Звук                       | Опис звуку                           | Приклади                                                                     | Аудіоприклад |
| ----------- | -------------------------- | ------------------------------------ | ---------------------------------------------------------------------------- | ------------ |
| q           | Глухий язичковий проривний | k, що вимовляється у горлі (язичком) | араб. قلب (серце) [qalb] кеч. quri (золото) [ˈqɔɾɪ] інук. imiq (вода) [imiq] | ▶ⓘ           |

### R
| Швидка навігація: A B C D E F G H I J K L M N O P Q R S T U V W X Y Z Інші Діакритичні та надроздільні знаки |
| --- |

| Символи МФА | Звук                                    | Опис звуку                                                                                    | Приклади | Аудіоприклад |
| ----------- | --------------------------------------- | --------------------------------------------------------------------------------------------- | --- | ------------ |
| r           | Ясенний дрижачий приголосний            | українська р у рух [rux]                                                                      | ісп. perro (собака) [ˈpero] рос. рыба (риба) [ˈrɨbɐ] угор. virág (квіти) [ˈviraːg]                               | ▶ⓘ           |
| ɾ           | Ясенний одноударний приголосний         | r, що отримується одним ударом язика                                                          | ісп. pero (але) [ˈpeɾo] нід. rat (щур) [ɾɑt] порт. dar (давати) [daɾ] англ. better (краще) [ˈbɛɾɚ] (амер. англ.) | ▶ⓘ           |
| ɺ           | Ясенний боковий одноударний приголосний | змішування [r] та [l]                                                                         | яп. 心 (серце) [ko̥koɺo]                                                                                          | ▶ⓘ           |
| ɽ           | Ретрофлексний одноударний приголосний   | r з ударом язика по зубним лункам                                                             | урду بڑا (великий) [bəɽa]                                                                                        | ▶ⓘ           |
| ɹ           | Ясенний апроксимант                     | глуха r                                                                                       | англ. rest (відпочинок) [ɹɛst] ігбо rí (їсти) [ɹí]                                                               | ▶ⓘ           |
| ɻ           | Ретрофлексний апроксимант               | r з язиком, наближеним до зубної лунки (альвеоли)                                             | англ. wrap (завертати) [ɻæp] (амер. англ.) там. வழி (дорога) [ʋaɻi]                                               | ▶ⓘ           |
| ʀ           | Язичковий дрижачий приголосний          | r, що артикулюється («перекочується») на язичку                                               | нім. rot (червоний) [ˈʀoːt] фр. frère (брат) [fʀɛːɹ]                                                             | ▶ⓘ           |
| ʁ           | Дзвінкий язичковий фрикативний          | язичкове r, що не перекочується; найпоширеніший варіант вимови r у німецькомовному середовищі | нім. Ratte (щур) [ˈʁatʰə] фр. rate (селезінка) [ʁat] порт. rato (миша) [ˈʁatu]                                   | ▶ⓘ           |
| r̝           | Вищий ясенний не сонорний дрижачий      | коротке r, що «перекочується», з одночасною вимовою з [ʒ]                                     | чеськ. řeč (мова) [r̝ɛt∫] чеськ. hřbitov (кладовище) [ˈɦr̝bɪtof]                                                   |              |

### S
| Швидка навігація: A B C D E F G H I J K L M N O P Q R S T U V W X Y Z Інші Діакритичні та надроздільні знаки |
| --- |

| Символи МФА | Звук                                          | Опис звуку                                                                                       | Приклади | Аудіоприклад |
| ----------- | --------------------------------------------- | ------------------------------------------------------------------------------------------------ | --- | ------------ |
| s           | Глухий ясенний фрикативний                    | Як с у слові село [s̪ɛˈɫ̪ɔ]                                                                        | нім. Nuss (горіх) та [nʊs] нім. Fuß (нога) [fuːs] англ. sea (море) [siː] фр. sous (під) [su] італ. sempre (завжди) [ˈsɛmpre] | ▶ⓘ           |
| ʂ           | Глухий ретрофлексний фрикативний              | ш з язиком, наближеним до зубної лунки (альвеоли). Найтвердіший у ряду шиплячих [ɕ] — [ʃ] — [ʂ]. | швед. först (по-перше) [fœʂt] ісп. este (ця) [ˈɛʂtɛ]                                                                         | ▶ⓘ           |
| ʃ           | Глухий заясенний фрикативний                  | українське ш у шахи ['ʃɑχɨ], середній у ряду шиплячих [ɕ] — [ʃ] — [ʂ]                            | нім. schnell (швидко) [ʃnɛl] англ. dish (посуд) [dɪʃ] фр. cacher (ховати) [kaˈʃe]                                            | ▶ⓘ           |
| s͡f          | Глухий губно-зубний-ясенний фрикативний       | одночасне вимовляння глухих [s] та [f]                                                           | шона sviba (чорний) [ˈiɓa / ˈs͡fiɓa]                                                                                          |              |
| ʂ͡f          | Глухий губно-зубний-ретрофлексний фрикативний | одночасне вимовляння глухих [ʂ] та [f]                                                           | |              |

### T
| Швидка навігація: A B C D E F G H I J K L M N O P Q R S T U V W X Y Z Інші Діакритичні та надроздільні знаки |
| --- |

| Символи МФА | Звук                                    | Опис звуку                                                                                       | Приклади                                                                                              | Аудіоприклад |
| ----------- | --------------------------------------- | ------------------------------------------------------------------------------------------------ | --- | ------------ |
| t           | Глухий ясенний проривний                | т без придиху, як у брат [brɑt̪]                                                                  | нім. alt (старий) [alt(ʰ)] англ. time (час) [tʰaɪm] фр. toucher (дотик) [tuˈʃe]                       | ▶ⓘ           |
| ʈ           | Глухий ретрофлексний проривний          | т з язиком, наближеним до зубної лунки (альвеоли)                                                | швед. kort (короткий) [kɔʈ] гінді टमाटर (помідор) [ʈʌmaʈʌr]                                            | ▶ⓘ           |
| θ           | Глухий зубний фрикативний               | глухий звук th (шепелявий звук)                                                                  | англ. theft (крадіжка) [θɛft] ісп. paz (мир) [paθ] араб. ثمر (фрукт) [ˈθamar] башк. төҫ (фарба) [tʏ̞θ] | ▶ⓘ           |
| t͡s          | Глухий ясенний африкат                  | українська ц у цей [t̻͡s̪ɛj]; німецьке z                                                            | нім. Ziel (ціль) [t͡siːl] рос. Царь (цар) [t͡sarʲ]                                                      | ▶ⓘ           |
| t͡ʃ          | Глухий заясенний африкат                | українська ч в чотири [t͡ʃo̞ˈtɪrɪ]. Середній за твердістю у ряду шиплячих африкатів [t͡ɕ]—[t͡ʃ]—[ʈ͡ʂ] | нім. Tschüss (до побачення неформ.) [t͡ʃʏs] англ. chin (підборіддя) [t͡ʃɪn]                             | ▶ⓘ           |
| t̠͡ɕ          | Глухий ясенно-твердопіднебінний африкат | Схожий на українське ч. Найм'якший за твердістю у ряду шиплячих африкатів [t͡ɕ]—[t͡ʃ]—[ʈ͡ʂ]         | пол. ćma (метелик) [t͡ɕma] рос. чуть (ледь) [t͡ɕʉtʲ]                                                    | ▶ⓘ           |
| ʈ͡ʂ          | Глухий ретрофлексний африкат            | Схожий на українське ч. Найтвердіший за твердістю у ряду шиплячих африкатів [t͡ɕ]—[t͡ʃ]—[ʈ͡ʂ]       | пол. czas (час) [ʈ͡ʂas] біл. пачатак (початок) [paʈ͡ʂatak] рос. лучше (краще) ['ɫuʈ͡ʂɨ]                  | ▶ⓘ           |

### U
| Швидка навігація: A B C D E F G H I J K L M N O P Q R S T U V W X Y Z Інші Діакритичні та надроздільні знаки |
| --- |

| Символи МФА | Звук                                                            | Опис звуку                                                             | Приклади                                                                                          | Аудіоприклад |
| ----------- | --------------------------------------------------------------- | ---------------------------------------------------------------------- | ------------------------------------------------------------------------------------------------- | ------------ |
| u           | Огублений голосний заднього ряду високого підняття              | Як у в Умань [ˈumɐnʲ]                                                  | нім. Stuhl (стул) [ʃtuːl] фр. fou (божевільний) [fu] італ. buio (темно) [ˈbuːjo]                  | ▶ⓘ           |
| ũ           | Огублений носовий голосний заднього ряду високого підняття      | носове u                                                               | порт. um (неозначений артикль) [ũ]                                                                |              |
| ʉ           | Огублений голосний середнього ряду високого підняття            | огублена пара до російського ы; між німецькими u та ü                  | англ. hoof (копито) [hʉːf] (австр. англ.) швед. ful (потворний) [fʉːl] норв. gutt (хлопчик) [gʉt] | ▶ⓘ           |
| ʊ           | Огублений ненапружений голосний заднього ряду високого підняття | українська ненаголошена у після м'якої приголосної, німецьке коротке u | нім. und (та/і) [ʊnd] англ. book (книга) [bʊk] швед. buss (автобус) [bʊsː]                        | ▶ⓘ           |

### V
| Швидка навігація: A B C D E F G H I J K L M N O P Q R S T U V W X Y Z Інші Діакритичні та надроздільні знаки |
| --- |

| Символи МФА | Звук                                   | Опис звуку                                                                    | Приклади | Аудіоприклад         |
| ----------- | -------------------------------------- | ----------------------------------------------------------------------------- | --- | -------------------- |
| v           | Дзвінкий губно-зубний фрикативний      | німецька w, дзвінка протилежність до [f]                                      | нім. Welt (світ) [vɛlt(ʰ)] англ. have (мати дієсл.) [hæv] фр. veau (телятина) [vo]                           | ▶ⓘ                   |
| v̊           | Напівдзвінкий губно-зубний фрикативний | нідерландська вимова літери v, напівдзвінкий звук між [f] та [v]              | нід. veld (поле) [v̊ɛlt] нід. vrij (вільний) [v̊ʀɛ͡ı]                                                           |                      |
| ʋ           | Губно-зубний апроксимант               | українська в в основному перед і, як у вітер[ˈʋʲi.t̪ɛ̝r] або він [ʋin]          | хорв. vaza (ваза) [ˈʋǎːza] нід. wijn (вино) [ʋɛin] словен. veter (вітер) [ˈʋeːtəɾ] там. ஒன்று (один) [ˈʋɔndrɯ] | ▶ⓘ                   |
| ѵ           | Губно-зубний одноударний               | схоже на німецьку w, але нижня губа торкається верхні різці лише короткий час | сіка voter (я ставлю жердину у землю) [ѵoːtɛr]                                                               | ▶ⓘ                   |
| ʌ           | → дивись у розділі A                   | → дивись у розділі A                                                          | → дивись у розділі A                                                                                         | → дивись у розділі A |

### W
| Швидка навігація: A B C D E F G H I J K L M N O P Q R S T U V W X Y Z Інші Діакритичні та надроздільні знаки |
| --- |

| Символи МФА | Звук                                                | Опис звуку                                                                       | Приклади                                                                                                | Аудіоприклад |
| ----------- | --------------------------------------------------- | -------------------------------------------------------------------------------- | --- | ------------ |
| w           | Дзвінкий губно-м'якопіднебінний апроксимант         | українська в у слові любов [lʲubɔw], англійська w; напівголосний відповідник [u] | англ. wind (вітер) [wɪnd] фр. coin (кут) [kwɛ̃] пол. łódka (човен) [ˈwutka] італ. uomo (людина) [ˈwɔːmo] | ▶ⓘ           |
| w̃           | Дзвінкий носовий губно-м'якопіднебінний апроксимант | носовий двійник англійської w; напівголосний носовий відповідник [u]             | порт. São (святий) [sɐw̃]                                                                                |              |
| ʍ           | Глухий губно-м'якопіднебінний апроксимант           | близький до глухого англійського звуку w                                         | шотл. англ. whether (чи) [ˈʍɛðɚ] лат. vse (все) [ˈʍsɛ]                                                  | ▶ⓘ           |
| ɰ           | М'якопіднебінний апроксимант                        | як англійська w, але без округлення губ                                          | яп. 庭 (яп. にわ, сад) [niɰa]                                                                           | ▶ⓘ           |

### X
| Швидка навігація: A B C D E F G H I J K L M N O P Q R S T U V W X Y Z Інші Діакритичні та надроздільні знаки |
| --- |

| Символи МФА | Звук                                | Опис звуку | Приклади | Аудіоприклад |
| ----------- | ----------------------------------- | --- | --- | ------------ |
| x           | Глухий м'якопіднебінний фрикативний | українська х у слові хата [ˈxɑ.t̪ɑ] або хлопець [ˈxɫɔ̝pɛt͡sʲ]                                                              | ниж.-нім. grout (великий) [xrɔut] ісп. jabón (мило) [xaˈβon] чеськ. v Čechách (в Чехії) [f ˈtʃɛxaːx] рос. хлеб (хліб) [xlʲep] | ▶ⓘ           |
| χ           | Глухий язичковий фрикативний        | х, що вимовляється позаду у горлі, глуха протилежність до [ʁ], німецьке ch після a, o, u (т. зв. «Ach-Laut», «Ах-звук») | нім. Bach (струмок) [baχ] нім. hoch (високий) [hoːχ] нід. vraag (питання) [vʀaːχ]                                             | ▶ⓘ           |

### Y
| Швидка навігація: A B C D E F G H I J K L M N O P Q R S T U V W X Y Z Інші Діакритичні та надроздільні знаки |
| --- |

| Символи МФА | Звук                                                              | Опис звуку                                                                  | Приклади | Аудіоприклад         |
| ----------- | ----------------------------------------------------------------- | --------------------------------------------------------------------------- | --- | -------------------- |
| y           | Огублений голосний переднього ряду високого підняття              | німецьке ü                                                                  | нім. Güte (доброта) [ˈgyːtʰə] фр. tu (ти) [ty] нід. duren (витримувати) [ˈdyrə(n)] швед. lyda (слухати) [ˈly:da] | ▶ⓘ                   |
| ʏ           | Огублений ненапружений голосний переднього ряду високого підняття | коротке німецьке ü                                                          | нім. Nüsse (горіхи мн.) [ˈnʏsə] нід. vullen (заповнити) [ˈvʏlə(n)]                                               | ▶ⓘ                   |
| ɥ           | Губно-твердопіднебінний апроксимант                               | приголосний відповідник [y]; [ɥ] відноситься до [y] так само, як [w] до [u] | фр. huit (dscsv) [ɥit]                                                                                           | ▶ⓘ                   |
| ʎ           | → дивись у розділі L                                              | → дивись у розділі L                                                        | → дивись у розділі L                                                                                             | → дивись у розділі L |
| ɣ           | → дивись у розділі G                                              | → дивись у розділі G                                                        | → дивись у розділі G                                                                                             | → дивись у розділі G |
| ɤ           | → дивись у розділі O                                              | → дивись у розділі O                                                        | → дивись у розділі O                                                                                             | → дивись у розділі O |

### Z
| Швидка навігація: A B C D E F G H I J K L M N O P Q R S T U V W X Y Z Інші Діакритичні та надроздільні знаки |
| --- |

| Символи МФА | Звук                                          | Опис звуку | Приклади | Аудіоприклад |
| ----------- | --------------------------------------------- | --- | --- | ------------ |
| z           | Дзвінкий ясенний фрикативний                  | українське з у зуб [z̪ub]                                                                                       | нім. Sahne (вершки) [ˈzaːnə] англ. zoo (зоопарк) [zuː] фр. rose (рожевий) [ʁoz] італ. tesoro (скарб) [teˈzɔːro]              | ▶ⓘ           |
| ʑ           | Дзвінкий ясенно-твердопіднебінний фрикативний | між дзвінкими s та j, палатизоване [z]. Найм'якший у ряду шиплячих африкатів [ʑ]—[ʒ]—[ʐ].                      | пол. ziarno (зерно) [ˈʑarnɔ]                                                                                                 | ▶ⓘ           |
| ʐ           | Дзвінкий ретрофлексний фрикативний            | Дзвінке ш з язиком, наближеним до зубної лунки (альвеоли). Найтвердіший у ряду шиплячих африкатів [ʑ]—[ʒ]—[ʐ]. | там. பழம் (фрукт) [ˈpʌʐʌm] кит.: 肉 / ròu (м'ясо) [ʐoʊ̯˥˩]                                                                     | ▶ⓘ           |
| ʒ           | Дзвінкий заясенний фрикативний                | українська ж у жаба [ˈʒɑbɐ]                                                                                    | нім. Genie (геній) [ʒeˈniː] англ. pleasure (задоволення) [ˈplɛʒɚ] (амер. англ.) фр. rouge (червоний) [ʁuːʒ]; фр. je (я) [ʒə] | ▶ⓘ           |
| z͡v          | Глухий губно-зубний-ясенний фрикативний       | одночасне вимовляння дзвінких [z] та [v]                                                                       | шона mazvita (дякую) [maˈz͡vita]                                                                                              |              |
| ʐ͡v          | Глухий губно-зубний-ретрофлексний фрикативний | одночасне вимовляння дзвінких [ʐ] та [v]                                                                       | |              |

## Інші
| Швидка навігація: A B C D E F G H I J K L M N O P Q R S T U V W X Y Z Інші Діакритичні та надроздільні знаки |
| --- |

| Символи МФА | Звук                              | Опис звуку                                                                | Приклади | Аудіоприклад |
| ----------- | --------------------------------- | ------------------------------------------------------------------------- | --- | ------------ |
| ʔ           | Гортанне зімкнення                | клацаючий звук, що створюється закриттям гортані                          | нім. beachten (брати до уваги) [bəˈʔaχtʰən] дан. stød (шок) [støʔð] в арабській мові — літера Гамза або Аліф у ролі приголосної нід. beantwoorden (відповідати) [bəˈʔɑntʋɔːrdə(n)] тай. อาน (сідло) [ʔāːn] тай. เกาะ (острів) [kɔʔ] | ▶ⓘ           |
| ʡ           | Надгортанне зімкнення             |                                                                           | дагало [ndoːʡo] (підлога) | ▶ⓘ           |
| ʕ           | Дзвінкий глотковий фрикативний    | горловий звук, що витискається зі звуженою гортанню («звук, коли душать») | араб. عين (око) [ʕain] | ▶ⓘ           |
| ʢ           | Дзвінкий надгортанний фрикативний |                                                                           | араб. تَعَشَّى (обідати) [t̪ɑʢɑʃʃɐː] | ▶ⓘ           |
| ʘ           | Губно-губний клацаючий            | подібний до звуку при «повітряному поцілунку»                             | Таа (мрія) [kʘôõ] | ▶ⓘ           |
| ǀ           | Зубний клацаючий                  |                                                                           | коса. (дрібно перемелений) [ukúkǀola] | ▶ⓘ           |
| ǂ           | Твердопіднебінний клацаючий       |                                                                           | Таа (кістки) [kǂàã] | ▶ⓘ           |
| ǁ           | Боковий клацаючий                 | «Клацання наїздника»: сторони язика відтягуються від ясен                 | коса. (озброїтись) [ukúkǁʰoɓa] | ▶ⓘ           |
| ǃ           | Ясенний клацаючий                 | Клацаючий звук кінчиком язика по середині піднебіння                      | коса. (розбивати каміння) [ukúkǃoɓa] | ▶ⓘ           |

## Діакритичні та надроздільні знаки
Ці знаки не звуки, а тільки допомагають точніше описати вимову  звуків чи слів.
| Швидка навігація: A B C D E F G H I J K L M N O P Q R S T U V W X Y Z Інші Діакритичні та надроздільні знаки |
| --- |

| Символи МФА (збільшені) | Опис | Приклади | HTML                  |
| ----------------------- | --- | --- | --------------------- |
| ˈ                       | наступний склад має головний наголос; не апостроф                                                          | нім. Kasse (каса) [ˈkʰasə] англ. because (тому що) [bɪˈkɒːz] (амер. англ.) італ. mangiare (їсти) [manˈdʒaːre]         | &#x02C8;              |
| ˌ                       | наступний склад має другорядний наголос; не кома                                                           | нім. Wasserpfeife (кальян) [ˈvasɐˌpfaɪ̯fə] англ. influenza (грип) [ˌɪnfluˈɛnzə] фр. ignorance (невігластво) [ˌiɲɔˈʀɑ̃s] | &#x02CC;              |
| ◌ː                      | Знак довжини; передніший символ має вимовлятись довго; не двокрапка, а саме знак довготи (два трикутнички) | нім. Naht (шов) [naːt(ʰ)] англ. yeast (дріжджі) [jiːst] італ. canna (труба) [ˈkanːa]                                  | &#x02D0;              |
| ˑ                       | Знак довжини; передніший символ має вимовлятись напівдовго (один трикутничок)                              | англ. beat (бити) [biˑt]                                                                                              | &#x02D1;              |
| ̆                        | Знак довжини; передніший символ має вимовлятись особливо коротко                                           | англ. police (поліція) [pʰə̆ˈliˑs]                                                                                     | &#x0306;              |
| ʼ                       | Поштовхова вимова; передніший символ вимовляється не легенево, а гортанно                                  | груз. სააკაშვილი (Саакашвілі) [ˈsaːkʼaʃvɪlɪ]                                                                          | &#x02BC;              |
| \|                      | Підлегла інтонаційна група (межа мовного такту)                                                            | | (= &#x007C;)          |
| \|\|                    | батьківська інтонаційна група                                                                              | | (= &#x007C;&#x007C;)  |
| ◌‿◌                     | Дуга льєзон між двома словами, що позначає повільний перехід між словами (наприклад у французькій мові)    | фр. mon [mɔ̃] + amie [aˈmi] → mon amie /mɔ̃n‿ami/ [mɔ̃naˈmi]                                                             | &#x2040;              |
| ◌͡◌ ◌͜◌                   | Дуга-лігатура, що проходить над чи під двома символами та позначає потребу в подвійній вимові приголосних  | ідома [ak͡pa] (міст), [ag͡pa] (нижня щелепа)                                                                            | &#x0361; або &#x035c; |
| .                       | Межа складів                                                                                               | нім. Karte (мапа) [ˈkʰaʁ.tʰə] англ. labour (робота) [ˈleɪ̯.bə] (брит. англ.) фр. abbaye (абатство) [a.be.ˈi]           | . (= &#x002E;)        |
| ̋                        | Особливо високий звук                                                                                      | | &#x030B;              |
| ˥                       | Особливо високий звук                                                                                      | | &#x02E5;              |
| ́                        | високий звук                                                                                               | | &#x0301;              |
| ˦                       | високий звук                                                                                               | | &#x02E6;              |
| ̄                        | середній звук                                                                                              | | &#x0304;              |
| ˧                       | середній звук                                                                                              | | &#x02E7;              |
| ̀                        | низький звук                                                                                               | | &#x0300;              |
| ˨                       | низький звук                                                                                               | | &#x02E8;              |
| ̏                        | Особливо низький звук                                                                                      | | &#x030F;              |
| ˩                       | Особливо низький звук                                                                                      | | &#x02E9;              |
| ̌                        | Звук з підвищенням                                                                                         | | &#x030C;              |
| ̂                        | Звук з пониженням                                                                                          | | &#x0302;              |
| ꜜ                       | Ступінь униз (англ. downstep)                                                                              | ігбо unser Haus наш дім [ʊ́ꜜlɔ́ ꜜáɲɪ́]                                                                                   | &#xA71C;              |
| ꜛ                       | Ступінь угору (англ. upstep)                                                                               | хауса turanci ne (це — англійська) [túránꜛtʃí nè]                                                                     | &#xA71B;              |
| ↗                       | Загальний підйом (англ. global rise, підвищений тон у кінці)                                               | нім. Ja? (повне речення Так?) [↗ jaː]                                                                                 | &#x2197;              |
| ↘                       | Загальне падіння (англ. global fall, понижений тон у кінці)                                                | нім. Ja. (повне речення Так.) [↘ jaː]                                                                                 | &#x2198;              |
| ̥                        | Глуха вимова позначеного звука                                                                             | нім. klar (ясно) [kl̥aːɐ̯] англ. price (ціна) [ˈpɹ̥aɪs] фр. médecin (лікар) [med̥ˈsɛ̃]                                     | &#x0325;              |
| ̬                        | Дзвінка вимова позначеного звука                                                                           | англ. back of (зворотня сторона) [ˈbæk̬ʰəv] фр. chaque jour (кожен день) [ʃak̬ˈʒuʁ]                                     | &#x032C;              |
| ̻                        | Ламінальна вимова позначеного звука                                                                        | ірл. Taoiseach (Прем'єр-міністр Ірландії) [t̪ˠiːʃɒx]                                                                   | &#x033B;              |
| ʰ                       | Вимова з придихом, тобто видохом, що чутно                                                                 | нім. Pass (паспорт) [pʰas] кеч. qhari (чоловік) [ˈqʰaɾɪ] айм. thakhi (дорога) [ˈtʰakʰɪ]                               | &#x02B0;              |
| ʲ                       | Палаталізована (пом'якшена) вимова                                                                         | рос. цепь (ланцюг) [t͡sɛpʲ]                                                                                            | &#x02B2;              |
| ʷ                       | Лабіалізована вимова, тобто з округленими губами                                                           | англ. red (червоний) [ɹʷɛd]                                                                                           | &#x02B7;              |
| ̹                        | Вимова з сильно округленими губами                                                                         | фр. secret (таємниця) [sə̹ˈkʁɛ]                                                                                        | &#x0339;              |
| ̜                        | Вимова зі слабким округленням губ                                                                          | англ. good (добре) [gʊ̜d] (AE)                                                                                         | &#x031C;              |
| ̟                        | Вимова далі спереду                                                                                        | англ. key (ключ) [k̟ʰiː]                                                                                               | &#x031F;              |
| ̠                        | Вимова далі позаду                                                                                         | англ. tree (дерево) [t̠ɹiː]                                                                                            | &#x0320;              |
| ̈                        | Зсув вимови до середини (нім. Zentralisierung)                                                             | фр. force (сила) [fɔ̈ʁs]                                                                                               | &#x0308;              |
| ̽                        | Вимова централізована та всереднена                                                                        | англ. November (листопад) [no̽ˈvɛmbə] (брит. англ.)                                                                    | &#x033D;              |
| ̩                        | Позначення звука, в основному приголосного, що править за ядро складу                                      | нім. beten (молитися) [ˈbeːtn̩]                                                                                        | &#x0329;              |
| ̯                        | Позначення звука, в основному голосного, що не править за ядро складу                                      | нім. Studie (дослід) [ˈʃtuːdi̯ː]                                                                                       | &#x032F;              |
| ˞                       | Вимова з «ротицією»                                                                                        | англ. center (центр) [ˈsɛnɚ] (амер. англ.)                                                                            | &#x02DE;              |
| ̃                        | Носова вимова                                                                                              | фр. ignorance (невігластво) [ˌiɲɔˈʁɑ̃s]                                                                                | &#x0303;              |
| ̰                        | Глоталізована вимова, тобто зі звуженою чи закритою гортанню                                               | | &#x0330;              |
| ˠ                       | Веляризована вимова, тобто з піднесеною до м'якого піднебіння спинкою язика                                | ірл. naoi (дев'ять) [n̪ˠiː]                                                                                            | &#x02E0;              |
| ˤ                       | Фарингалізована вимова, тобто зі звуженою глоткою                                                          | | &#x02E4;              |
| ̝                        | піднятий язик                                                                                              | чеськ. řeč (мова) [r̝ɛt∫]                                                                                              | &#x031D;              |
| ̞                        | знижений язик                                                                                              | | &#x031E;              |
| ̘                        | зміщений уперед корінь язика                                                                               | | &#x0318;              |
| ̙                        | зміщений назад корінь язика                                                                                | | &#x0319;              |
| ◌̪                       | зубні приголосні                                                                                           | | &#810;                |
| ◌̼                       | Апікальні приголосні                                                                                       | | &#826;                |

## Допомога в артикуляції
Імплозивні приголосні:
Спочатку «прогудіть» відповідну носову приголосну «mmm», «nnn», «ŋŋŋ».
Потім потрібно вставити гортанне зімкнення між приголосними «mʔmʔm», «nʔnʔn», «ŋʔŋʔŋ».
Потім додайте у кінці подовжену голосну «ʔma:», «ʔna:», «ʔŋa:»
Потім замініть назальну приголосну проривною «ʔba:», «ʔda:», «ʔga:».
Тепер можна спробувати уникнути видиху та перейти власне до «ɓa:», «ɗa:», «ɠa:».